# Rudziska (przystanek kolejowy)
Rudziska – zamknięty przystanek osobowy w Rudziskach na linii kolejowej nr 262, w województwie warmińsko-mazurskim, w Polsce.